# Vereinigte Stahlwerke

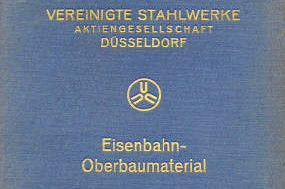
Boktitel med företagets logo från 1929.

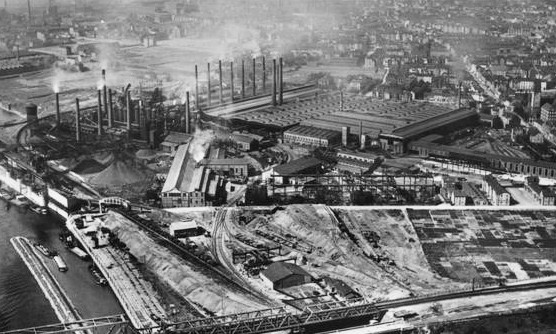
Vereinigte Stahlwerke, Niederrheinische Hütte, Duisburg, 1930-tal.

Vereinigte Stahlwerke AG (även Stahlverein, VST eller Vestag) var en tysk industrikoncern med säte i Düsseldorf som producerade kol, stål och järn. Koncernen hade sin blomstringstid under mellankrigstiden och andra världskriget.

## Historik
Vereinigte Stahlwerke grundades 14 januari 1926 genom sammanslagningen av bland annat  Gelsenkirchener Bergwerks-AG, Phönix AG, Thyssen-Gruppe und Bochumer Verein. Under mellankrigstiden var företaget efter US Steel världens största stålproducent.
Fram till 1945 var Vereinigte Stahlwerke  det största företaget inom den tyska tunga industrin och Europas största aktör inom gruvdriften. I Sverige var företaget verksam genom Stora Långviksgruppen som ägde bland annat Stora Långviks Gruf AB. Under andra världskriget förstördes företagets produktionsanläggningar till stor del genom bombflyg. Efter andra världskriget  upplöstes Vereinigte Stahlwerke och kvarvarande anläggningar demonterades.